# 木札
木札（きふだ）は、木材の板（札）に文字を刻んだり、書かれた物である。
消し札が古くにはあった。それらから、災厄を避ける身代わり札等がある。千社札のような木札が多く作られ、キーホルダーやストラップとして使う人も多い。使われる木材は、一般的な木材から銘木まで各種使われるが、木目がきれいなものや表面が滑らかなものが好まれる。ヒバ、けやき、桜、つげ、紫檀、黒檀などが使用されることが多い。入れる文字については刃物で削る、焼印等によって刻むことが多く、書かれる書体は、勘亭流、江戸文字、寄席文字を使用する事が多い。祭木札や、家紋を彫ったものや、密教系の寺院では梵字（種子）の場合もある。

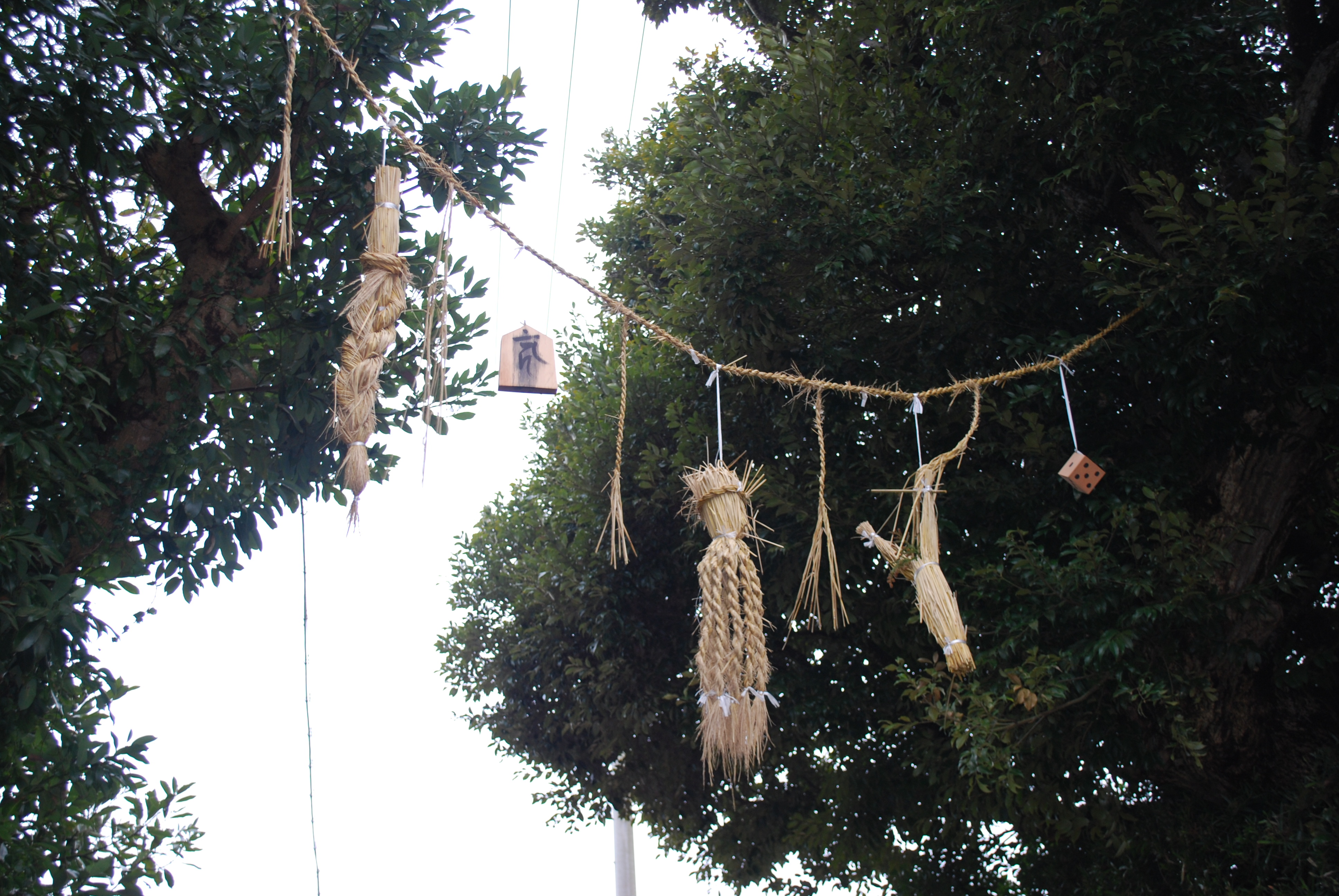